# Alireza Shameli
Alireza Shameli (persisch علیرضا شاملی; * 23. Mai 1999 in Kisch) ist ein ehemaliger iranischer Squashspieler.

## Karriere
Alireza Shameli spielte ab 2016 vermehrt auf der PSA World Tour und gewann auf dieser vier Turniere. Der erste Titelgewinn gelang ihm im Mai 2021 in seiner Heimat Kisch, auch die übrigen drei Titel gewann er alle im Iran. Seine höchste Platzierung in der Weltrangliste erreichte er mit Rang 98 im April 2022. 2017 nahm er erstmals an den Asienmeisterschaften teil und erreichte die zweite Runde. Ein Jahr darauf und auch 2021 gehörte er zum Aufgebot der iranischen Nationalmannschaft bei den Asienmeisterschaften, die er auf dem dritten bzw. dem siebten Platz abschloss. 2018 war er außerdem Teil der iranischen Mannschaft bei den Asienspielen. Er schied im Achtelfinale des Einzelwettbewerbs gegen Ammar Altamimi aus.

## Erfolge
- Gewonnene PSA-Titel: 4